# ماچیلیپاتنام
ماچیلیپاتنام (به انگلیسی: Machilipatnam) یک شهر در هند است که در Krishna district واقع شده‌است. ماچیلیپاتنام ۲۶٫۶۷ کیلومتر مربع مساحت و ۱۶۹٬۸۹۲ نفر جمعیت دارد و ۱۴ متر بالاتر از سطح دریا واقع شده‌است.